# Got My Mojo Working
| Оценки критиков | Оценки критиков |
| Источник        | Оценка          |
| --------------- | --------------- |
| AllMusic        | Без рейтинга    |

«Got My Mojo Working» — песня, которая была написана Престоном Фостером. Впервые была записана в 1956 году американской певицей Энн Коул. Наиболее известна в исполнении Мадди Уотерса.
В 2004 году журнал Rolling Stone поместил песню «Got My Mojo Working» в исполнении Мадди Уотерса на 359 место своего списка «500 величайших песен всех времён». В списке 2011 года песня находится на 397 месте.
В 1999 году сингл Мадди Уотерса с этой песней (1957 год, Chess Records) был принят в Зал славы премии «Грэмми». Сингл  «Got My Mojo Working»/«Rocket 88» в исполнении Мадди Уотерса и Джеки Бренстона стал победителем Blues Music Awards 1983 года в номинации «Песня года»
Кроме того, песня «Got My Mojo Working» в исполнении Мадди Уотерса вместе с ещё тремя его песнями, — «Hoochie Coochie Man», «Mannish Boy» и «Rollin’ Stone», — входит в составленный Залом славы рок-н-ролла список 500 Songs That Shaped Rock and Roll.